# Copa Europeia/Sul-Americana de 1981
A Copa Europeia/Sul-Americana de 1981, também conhecida como Copa Intercontinental, Copa Toyota e popularmente como Mundial de Clubes, foi a 20.ª edição da competição e a segunda a ser disputada no formato de jogo único no Japão. O confronto ocorreu entre o Flamengo, do Brasil, campeão da Copa Libertadores da América, e o Liverpool, da Inglaterra, campeão da Liga dos Campeões da UEFA. Em 27 de outubro de 2017, após uma reunião realizada na Índia, o Conselho da FIFA reconheceu os vencedores da Copa Intercontinental como campeões mundiais.
Assim, o Flamengo foi campeão ao golear o Liverpool por 3 a 0 com dois gols de Nunes e um de Adílio ainda no primeiro tempo. Todos os gols tiveram a participação de Zico, que foi eleito o melhor jogador da partida.
A vitória do Flamengo diante do Liverpool é o maior placar de uma final da Copa Intercontinental desde que os times passaram a jogar em campo neutro, entre 1980 e 2004. Milan, em 1990 e Estrela Vermelha, em 1991 também venceram seus jogos por 3 a 0.

## História
A final da Copa Intercontinental de 1981 tinha duas equipes com metas diferentes. Para os ingleses, o objetivo era mostrar a superioridade do futebol britânico. O Liverpool ganhava vários títulos na era de ouro de sua história. A equipe inglesa havia conquistado um tricampeonato europeu e parecia não ter adversários (com exceção, talvez, do Nottingham Forest). Phil Neal, McDermott, Hansen, Souness e a grande estrela Kenny Dalglish eram os astros da equipe tricampeã europeia.

Pôster da competição destacando Zico

A equipe brasileira entrava em campo para eliminar o estigma de que não era apenas "time de Maracanã", visto que seus principais títulos até aquela época foram conquistados no estádio. Mas, o maior combustível era a morte do ex-treinador e principal formador e incentivador da equipe rubro-negra, Cláudio Coutinho que tinha morrido afogado. Ganhar o título era a maior homenagem para o falecido treinador. O Flamengo contava com um elenco formado em maioria nas categorias de base do clube e que haviam conquistado recentemente o tricampeonato Carioca de Futebol (1978/1979/1979 (especial)), o Campeonato Brasileiro de 1980 e o Campeonato Carioca de 1981. 
Durante sua campanha na Copa Libertadores da América de 1981 eliminou nas semifinais o Deportivo Cali da Colômbia e o Jorge Wilstermann da Bolívia. As finais da competição foram contra o Cobreloa do Chile. Após duas finais equilibradas e violentas (na segunda partida, o jogador do Cobreloa, Mario Soto, agrediu os flamenguistas com pedras), no Maracanã e no Estádio Nacional de Santiago, com uma vitória para cada lado, foi marcado um novo jogo em estádio neutro. Foi então no dia 23 de novembro de 1981, no Estádio Centenário de Montevidéu, que o Flamengo conquistou seu primeiro título da Copa Libertadores, em uma vitória por 2 a 0 com dois gols de Zico, o grande jogador da equipe. O time teria então apenas 20 dias para a disputa do Mundial. Os grandes astros da equipe carioca eram Raul Plassmann, Leandro, Júnior, Nunes e a grande estrela Zico.
Ambas as equipes disputavam a competição pela primeira vez. A equipe inglesa havia sido campeã europeia também em 1977 e 1978, mas nestes dois anos não disputou a Copa Intercontinental. Em 1977, o clube inglês enfrentaria o Boca Juniors, mas se recusou a viajar para a Argentina, e cedeu sua vaga para o Borussia Mönchengladbach. Em 1978, também enfrentaria o Boca Juniors, mas a competição não foi realizada nesse ano devido a problemas no calendário. Na década de 70, muitos clubes europeus temiam a violência Rioplatense e não queriam disputar o Mundial. A partir da década de 80, com novas regras e campo neutro, não houve mais desistências europeias.

## Equipes classificadas
| Confederação | Equipe    | Classificação                                           | Participação |
| ------------ | --------- | ------------------------------------------------------- | ------------ |
| CONMEBOL     | Flamengo  | Campeão da Copa Libertadores da América de 1981         | 1ª           |
| UEFA         | Liverpool | Campeão da Taça dos Clubes Campeões Europeus de 1980–81 | 1ª *         |

*OBS: Em 1977, o Liverpool desistiu de disputar o torneio e foi substituído pelo Borussia Mönchengladbach. Em 1978, Liverpool e Boca Juniors desistiram de jogar devido a problemas com o calendário

## Sede
| TóquioCopa Europeia/Sul-Americana de 1981 (Japão) | Tóquio                        |
| ------------------------------------------------- | ----------------------------- |
| TóquioCopa Europeia/Sul-Americana de 1981 (Japão) | Estádio Olímpico de Tóquio    |
| TóquioCopa Europeia/Sul-Americana de 1981 (Japão) | 35° 40′ 41″ N, 139° 42′ 53″ L |
| TóquioCopa Europeia/Sul-Americana de 1981 (Japão) | Capacidade: 80 000            |
| TóquioCopa Europeia/Sul-Americana de 1981 (Japão) |                               |

## A partida
Antes da partida, o técnico do Liverpool, Bob Paisley, foi contundente ao afirmar que não temia a equipe brasileira:
| “ | Estamos disputando finais de copas europeias há mais de dez anos. Por que temer o Flamengo? | ” |

 disse ele, à época. Além disso, admitiu conhecer pouco ou quase nada sobre a equipe brasileira:
| “ | Infelizmente, nada. Mas, por favor, não interprete este desconhecimento como falta de respeito. Muito pelo contrário. Eu me incluo entre os maiores admiradores do futebol brasileiro. Só que tudo o que sabemos do Brasil, no momento, limita-se à Seleção. Mas sei que o Flamengo é o time do Zico e do Júnior e isto é uma boa recomendação. | ” |

Foi definido, previamente, que o Flamengo jogaria de branco e o Liverpool, de vermelho. Ao começar o jogo, a torcida japonesa resolveu apoiar a representação brasileira, pois o Flamengo praticava o puro futebol-arte, o que encantava os japoneses. Logo aos treze minutos de jogo, Zico deu um lançamento sensacional a Nunes, que viu a saída do goleiro Grobbelaar e, ainda fora da grande área, o encobriu para abrir o placar. Nunes saiu para comemorar antes mesmo de a bola entrar.

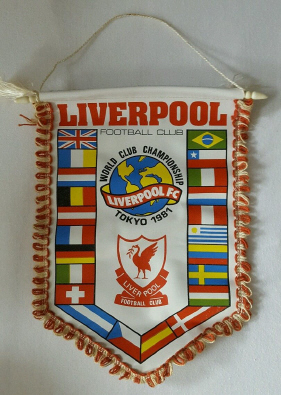
Flâmula utilizada pela equipe do Liverpool para a competição.

Além de enfrentarem toda a equipe rubro-negra, os Reds tinham pela frente um Zico fazendo a melhor partida de sua vida. Aos 34 minutos, McDermott derrubou Tita na entrada da área e Zico se encarregou da cobrança da falta. Veio a bomba, que Grobbelaar apenas rebateu. Na sobra, Lico bateu e o zagueiro Thompson cortou — mas não impediu o gol do oportunista Adílio, que estufou a rede e colocou o 2 a 0 no placar.
O Liverpool sentiu o golpe. E viu que o jogo estava definitivamente perdido ainda aos 41 minutos do primeiro tempo. Zico protagonizou um lance parecido com o do primeiro gol: lançou novamente Nunes, que avançou e bateu friamente na saída do goleiro. Antes mesmo do intervalo o Flamengo vencia por 3 a 0.
O segundo tempo serviu apenas para os torcedores rubro-negros em todo o mundo se prepararem para a festa que se seguiria ao apito final. Os craques do Flamengo tocavam a bola de pé em pé, humilhando os ingleses e esperando o tempo passar, mostrando sua inegável superioridade. Final de jogo e festa flamenguista no Brasil.
A derrota foi minimizada pelos ingleses. Na época da final, o Liverpool estava na 12ª colocação do Inglês. “O grupo estava muito mais interessado em voltar para a Inglaterra e jogar os torneios locais, então o resultado contra o Flamengo pouco importava para nós." declarou o atacante Ian Rush, poupado na decisão: "Eu até poderia ter jogado, mas o Bob Paisley não queria que eu me desgastasse na viagem até o Japão. Eu disse que já estava recuperado e pronto depois de uma lesão, mas ele queria que eu focasse na rodada seguinte do Inglês”. Porém, anos depois, o ex-lateral do Liverpool, Phil Neal, admitiu que receberam uma verdadeira aula do Flamengo na decisão mundial, e que a derrota os inspirou a sair da décima segunda posição do Campeonato Inglês para o título naquela temporada. Graeme Souness, ex-volante do Liverpool, exaltou Zico e o classificou como imparável.

## Chaveamento
|  | A Classificação[NOTA] | A Classificação[NOTA] | A Classificação[NOTA] | A Classificação[NOTA] |   |           | Copa Intercontinental | Copa Intercontinental | Copa Intercontinental | Copa Intercontinental |
|  |                       |                       |                       |                       |   |           |                       |                       |                       |                       |
|  | Liverpool             | 1                     | –                     | –                     |   |           |                       |                       |                       |                       |
|  | Real Madrid           | 0                     | –                     | –                     |   |           |                       |                       |                       |                       |
|  | Real Madrid           | 0                     | –                     | –                     |   | Liverpool | 0                     | –                     | –                     |                       |
|  |                       |                       |                       |                       |   | Liverpool | 0                     | –                     | –                     |                       |
|  |                       | Flamengo              | 3                     | –                     | – |           |                       |                       |                       |                       |
|  | Flamengo              | Flamengo              | 3                     | –                     | – | 2         | 0                     | 2                     |                       |                       |
|  | Flamengo              |                       |                       |                       |   | 2         | 0                     | 2                     |                       |                       |
|  | Cobreloa              | 1                     | 1                     | 0                     |   |           |                       |                       |                       |                       |

Notas
- NOTA^  Essas partidas não foram realizadas pela Copa Intercontinental. Ambas as partidas foram realizadas pelas finais da Liga dos Campeões da Europa e Copa Libertadores da América daquele ano.

## Final
| 13 de dezembro de 1981   | Flamengo                    | 3 – 0 | Liverpool | Estádio Nacional, Tóquio, Japão                                                               |
| 12:00 (Horário do Japão) | Nunes 13', 41' · Adílio 34' |       |           | Público: 62 000 Árbitro: Rúbio Vazques Assistente 1: Toshio Asami Assistente 2: Vigit Getkaew |

| Flamengo | Liverpool |

|                  |    |            |  |
|                  |    |            |  |
| G                | 1  | Raul       |  |
| LD               | 2  | Leandro    |  |
| Z                | 13 | Marinho    |  |
| Z                | 4  | Mozer      |  |
| LE               | 5  | Júnior     |  |
| V                | 6  | Andrade    |  |
| M                | 8  | Adílio     |  |
| M                | 10 | Zico       |  |
| A                | 7  | Tita       |  |
| A                | 9  | Nunes      |  |
| A                | 11 | Lico       |  |
| Reservas:        |    |            |  |
| G                | 12 | Cantarele  |  |
| Z                | 3  | Figueiredo |  |
| LD               | 17 | Nei Dias   |  |
| A                | 15 | Peu        |  |
| A                | 16 | Baroninho  |  |
| Técnico:         |    |            |  |
| Paulo Carpegiani |    |            |  |

|             |    |                  |     |
|             |    |                  |     |
| G           | 1  | Bruce Grobbelaar |     |
| LD          | 2  | Phil Neal        |     |
| Z           | 4  | Phil Thompson    |     |
| Z           | 6  | Alan Hansen      |     |
| LE          | 3  | Mark Lawrenson   |     |
| M           | 14 | Sammy Lee        |     |
| V           | 10 | Terry McDermott  | 51' |
| V           | 11 | Graeme Souness   |     |
| M           | 5  | Ray Kennedy      |     |
| A           | 16 | Craig Johnston   |     |
| A           | 7  | Kenny Dalglish   |     |
| Reservas:   |    |                  |     |
| G           | 13 | Steve Ogrizovic  |     |
| Z           | 15 | Alan Kennedy     |     |
| M           | 17 | Kevin Sheedy     |     |
| M           | 8  | Ronnie Whelan    |     |
| A           | 12 | David Johnson    | 51' |
| Técnico:    |    |                  |     |
| Bob Paisley |    |                  |     |

## Premiação

### Equipe
| Copa Europeia/Sul-Americana de 1981 |
| Brasil                              |
| ----------------------------------- |
| FLAMENGO 1º título                  |

## Individuais
| Melhor Jogador | Artilharia | Gols |
| -------------- | ---------- | ---- |
| Zico           | Nunes      | 2    |

Como premiação pelos títulos individuais, Zico e Nunes ganharam um carro cada da Toyota Motor, empresa que patrocinava o torneio.